# Stolpersteine in Drenthe

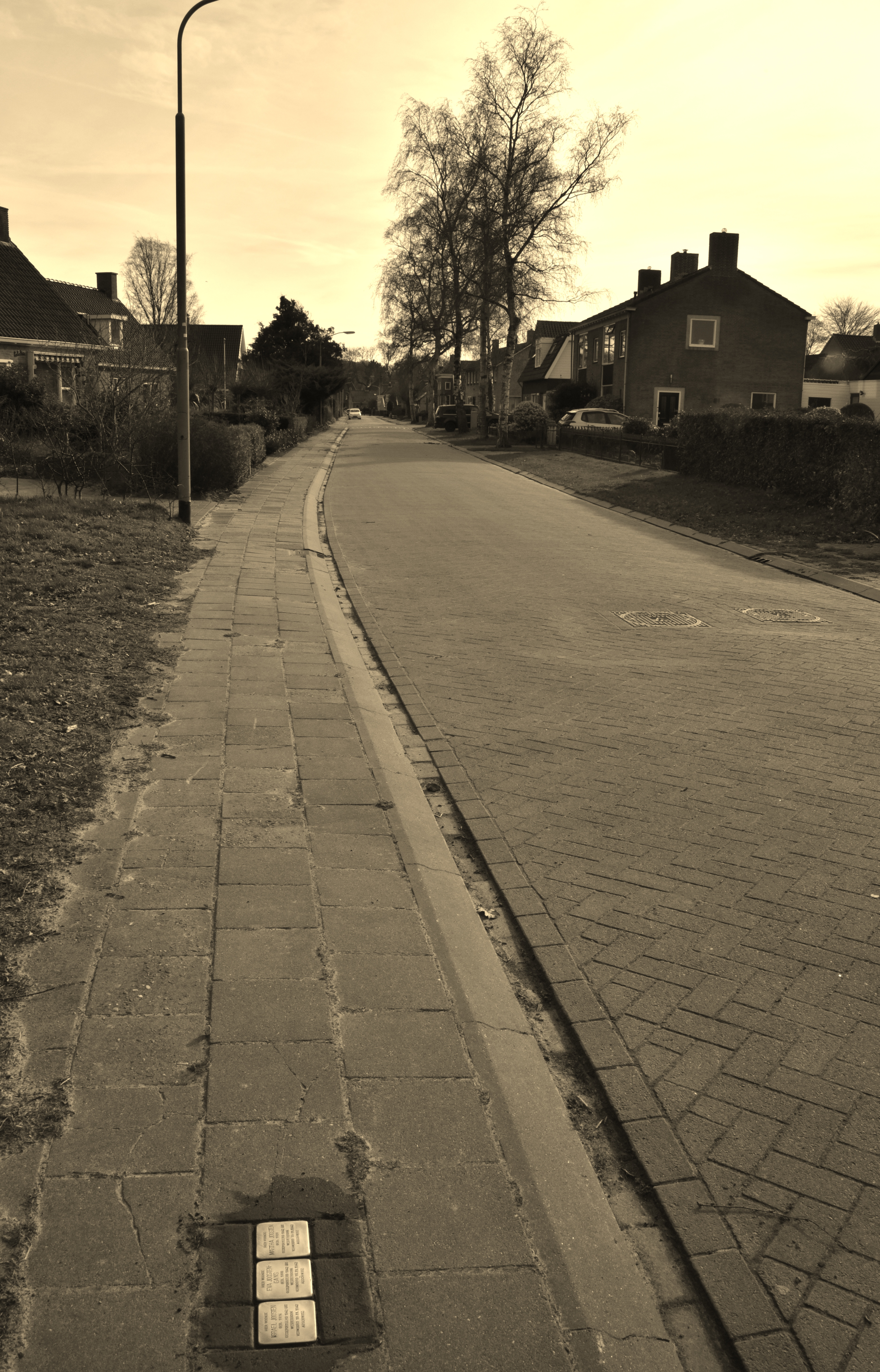
Stolpersteine in Zuidlaren

Die Stolpersteine in der Provinz Drenthe sind Teil des Projekts Stolpersteine des Künstlers Gunter Demnig. Mit diesen Gedenksteinen soll an das Schicksal der Menschen erinnert werden, die von den Nationalsozialisten deportiert und ermordet wurden.

## Listen der Stolpersteine
| Ort            | Provinz | Erstverlegung | Anzahl       | letzte Verlegung | Fotos | Liste | Belege |
| -------------- | ------- | ------------- | ------------ | ---------------- | ----- | ----- | ------ |
| Aa en Hunze    | Drenthe | 5. Okt. 2021  | 36           | 5. Okt. 2021     |       |       | [ 1 ]  |
| Assen          | Drenthe | 20. Juni 2012 | ungefähr 420 | 20. Juni 2012    |       |       |        |
| Borger-Odoorn  | Drenthe | 6. Nov. 2014  | 8            | 1. Okt. 2021     |       |       |        |
| Coevorden      | Drenthe | 7. Nov. 2014  | 95           | 13. Juli 2023    |       |       |        |
| Emmen          | Drenthe | 19. Apr. 2011 | 138          | 2. Okt. 2013     |       |       | [ 3 ]  |
| Hoogeveen      | Drenthe | 5. Nov. 2014  | 146          | 13. Okt. 2023    |       |       | [ 4 ]  |
| Meppel         | Drenthe | 20. Apr. 2011 | 145          | 17. Mai 2023     |       |       | [ 5 ]  |
| Midden-Drenthe | Drenthe | 4. Nov. 2014  | 88           | 5. Okt. 2017     |       |       | [ 6 ]  |
| Noordenveld    | Drenthe | 8. Aug. 2017  | 2            | 8. Aug. 2017     |       |       |        |
| Tynaarlo       | Drenthe | 19. Apr. 2011 | 18           | 19. Apr. 2011    |       |       |        |
| Westerveld     | Drenthe | 25. März 2025 | 9            | 25. März 2025    |       |       | [ 7 ]  |

Von zwölf Gemeinden der Provinz Drenthe haben elf Stolpersteine verlegt. Bis Oktober 2023 erfolgten keine Verlegungen in der Gemeinde De Wolden.